# شعب الكبير (العدين)

تعديل مصدري - تعديل

شعب الكبير محلة تابعة لقرية بيت الشبر، التابعة لعزلة بني هات بمديرية العدين إحدى مديريات محافظة إب في الجمهورية اليمنية.، بلغ تعداد سكانها 61 حسب تعداد اليمن لعام 2004.